# VIH/sida en Haití

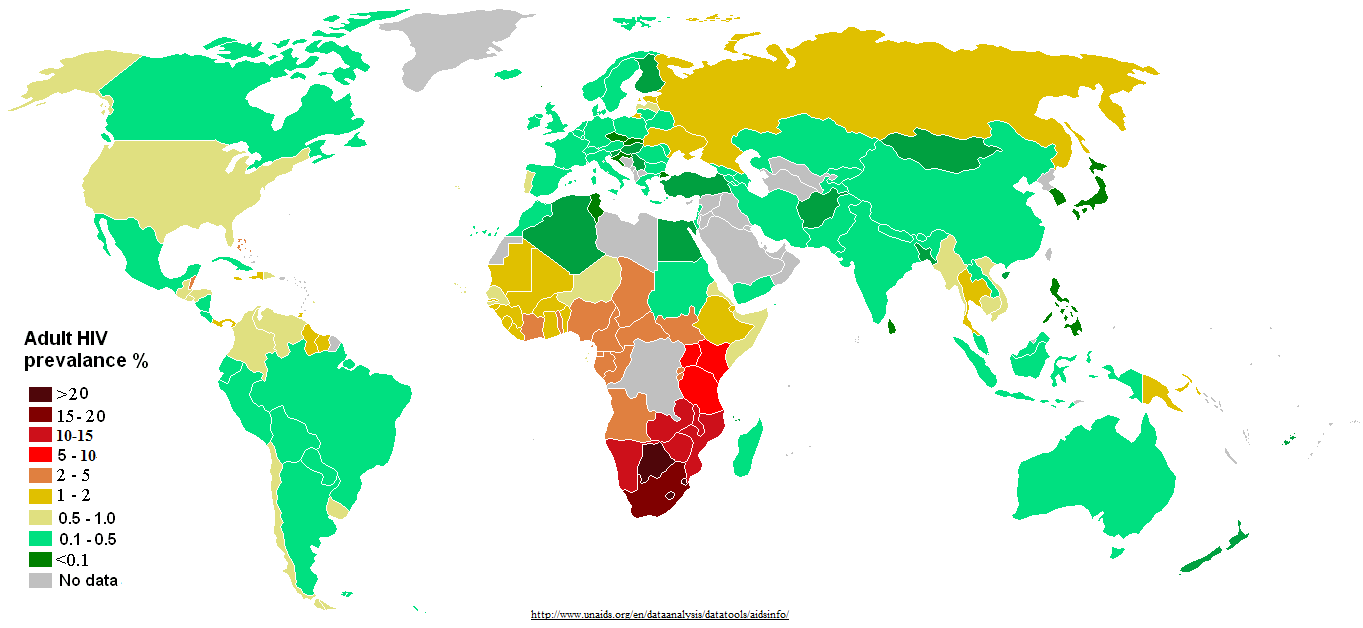
Prevalencia estimada del VIH/sida entre adultos jóvenes (15-49) por país en 2011.

La epidemia de VIH/sida en Haití es una de las más altas y preocupantes en el continente americano. En comparación con otros países de América, en Haití la prevalencia del virus entre la población adulta. La epidemia de sida se viene a sumar a otros problemas sociales en esta que es la nación más pobre de América y que posee la prevalencia del VIH más alta fuera de África subsahariana.
La formación de los primeros estigmas sobre el sida tocó de manera muy particular a los haitianos que vivían en Estados Unidos al inicio de la década de 1980. Ser haitiano era causa de segregación, debido a que formaban parte del grupo denominado club de las cuatro haches (homosexuales, hemofílicos, heroinómanos y haitianos).

## Historia
El virus de la inmunodeficiencia humana (VIH) tiene su origen en el África ecuatorial, donde pasó a los humanos como una mutación del virus de inmunodeficiencia de los simios (VIS), que ataca particularmente a los llamados monos verdes africanos y a los chimpancés. 
Es probable que el VIH haya sido adquirido en Zaire por los profesores haitianos que acudieron a ese país a realizar labores de alfabetización poco después de que el antiguo Congo Belga obtuvo su independencia. A la rápida difusión del VIH en Haití contribuyó no sólo la pobreza del país, sino su inestabilidad política. En 1986 terminó la dictadura de François Duvalier (Papa Doc), y el país fue gobernado por varias juntas militares hasta 1990. Durante ese período, el débil sistema de salud haitiano quedó destruido por la desatención y la carencia de recursos para sostenerlo.
Después de registrarse los primeros casos del cuadro que ahora conocemos como síndrome de inmunodeficiencia adquirida (sida), se plantearon hipótesis que ubicaban el origen de la epidemia estadounidense en Haití. De acuerdo con esas versiones, Haití habría sido el puente por donde pasó el VIH de África a Occidente, en virtud de que la nación caribeña era uno de los principales destinos del turismo sexual.